# Луций Корнелий Лентул (консул 3 пр.н.е.)
Вижте пояснителната страница за други личности с името Луций Корнелий Лентул.
Луций Корнелий Лентул (на латински: Lucius Cornelius Lentulus) e политик на ранната Римска империя.

## Биография
Произлиза от клон Лентул на фамилията Корнелии. Син е на Луций Корнелий Лентул и внук на Луций Лентул Нигер, който е flamen Martialis.
Луций Лентул е също като дядо си e фламин. През 15 пр.н.е. е магистър на Монетния двор. През 3 пр.н.е. става консул заедно с Марк Валерий Месала Месалин. След това вероятно е проконсул на провинция Африка, където умира.

## Деца
- Корнелия Лентула, омъжена за Луций Волузий Сатурнин (консул 3 г.).